# کول‌تپه آغداش
کول تپه آغداش مربوط به هزاره اول - دوران‌های تاریخی پس از اسلام است و در شهرستان گرمی، بخش مرکزی، روستای آغداش واقع شده و این اثر در تاریخ ۷ مهر ۱۳۸۱ با شمارهٔ ثبت ۶۳۹۴ به‌عنوان یکی از آثار ملی ایران به ثبت رسیده است.